# Пейдж Макби, Томас
Томас Пейдж Макби (англ. Thomas Page McBee, род. в 1981) — американский журналист, сценарист и боксёр-любитель. Томас был первым мужчиной-трансгендером, который боксировал в Мэдисон-сквер-гарден. Первая книга «Man Alive» получила Литературную премию «Лямбда» за документальную литературу о трансгендерах.

## Личная жизнь
Томас родился в городе Хикори, Северная Каролина, США в 1981 году. Начал заместительную гормональную терапию, когда ему было 30 лет, и в 31 год получил новое свидетельство о рождении. Женат на Джессике Блум.

## Карьера
Томас занимается писательской деятельностью, а также был старшим редактором в журнале Quartz, преподавал в Городском университете Нью-Йорка. Работал консультантом в школе журналистики в Университете Западной Виргинии.
Томас регулярно публиковал статьи в «The Rumpus», «Bitch» , «Pacific Standard» и «Teen Vogue», также публиковался в «The New York Times», «T Magazine», «Esquire», «GQ», «Glamour», «Playboy», «The Atlantic», «VICE» и других изданиях.
В 2019 написал сценарий к эпизодам сериала «Городские истории» от студии Netflix. В 2021 году был ведущим продюсером сериала «Академия Амбрелла», где он разработал сюжетную линию, в которой персонаж Эллиота Пейджа превращается в мужчину, отражая реальный переход актёра. В 2022 выступил в качестве сценариста и сопродюсера четвёртого сезона «Академия Амбрелла».

## Награды
| Год  | Работа    | Награда                                                                   | Результат  |
| ---- | --------- | ------------------------------------------------------------------------- | ---------- |
| 2019 | Amateur   | Литературная премия «Лямбда» за документальную литературу о трансгендерах | Финалист   |
| 2019 | Amateur   | Wellcome Book Prize                                                       | Шорт-лист  |
| 2018 | Amateur   | Премия Бейли Гиффорд за нехудожественную литературу                       | Шорт-лист  |
| 2015 | Man Alive | Список проектов Американской библиотечной ассоциации Over the Rainbow     | Топ 10     |
| 2014 | Man Alive | Литературная премия «Лямбда» за документальную литературу о трансгендерах | Победитель |